# 安蒜豊三
安蒜 豊三（あんびる とよぞう、1965年11月13日 - ）は、東海ラジオ放送のアナウンサー。また、東海テレビ『ニュースOne』のメインキャスター。

## 来歴・人物
埼玉県さいたま市（旧大宮市）出身。学習院大学卒業。1989年入社（2016年東海ラジオ大感謝祭での本人談）。
難読な氏名ゆえ、長く平仮名表記の「あんびる とよぞう」名義で活動。その後、2007年春改編における自身の番組『安蒜豊三 夕焼けナビ』の放送開始に伴い、本名である漢字表記へ切り替えた。
かつてアナウンサー職を二度離れている。1992年から1998年ごろまで東京支社で営業職として勤務。2016年12月から2018年9月まで、制作部に勤務（アナウンサー職を離れたのは2017年3月）。
2018年9月14日、同年の10月改編期よりスタートする平日早朝ワイド番組『安蒜豊三 きょうもよろしく』のパーソナリティに就任することが発表された。改編発表のプレスリリースにおける安蒜の肩書は「東海ラジオアナウンサー」となっている。また削除済みだった同社ホームページ内のブログは9月下旬に再掲載され、同年10月1日付の人事異動にて正式にアナウンサーとして復職した。
2006年にアナウンス課長となる。
2023年9月1日より、東海テレビ『ニュースOne』における金曜日のキャスターとして出演。東海テレビと東海ラジオは別法人であり、アナウンサーは伝統的に相互合流していなかった。ここ数年は東海テレビアナウンサーが東海ラジオでレギュラー番組を担当する例は複数存在するが、逆のケースはきわめて異例である。安蒜の『ニュースOne』出演に伴い、月 - 金で担当していた『first touch』の金曜日を村上和宏（東海ラジオアナウンサー）に交代した。
2024年4月1日より、東海ラジオ在籍のまま『ニュースOne』のメインキャスターに昇格し、月曜日から金曜日にかけ出演している。月 - 木で担当していた『first touch』は3月28日オンエア分をもって降板、ラジオでのレギュラーを持たず『ニュースOne』キャスターに専念する形を採っている。

## 出演番組
- ニュースOne（金【2023年9月1日～2024年3月29日】→月～金【2024年4月1日～】 ・東海テレビ）

### 過去の出演番組
- first touch（月～木　4:45～6:00）
- WEATHER INFORMATION（GRooVE929内を担当）
- 中日新聞ニュース

以下昇順
- あんびるとよぞう ラジオナイト
- あんびるとよぞうのラジオどんぶり
- ラジオテリアPM3
- あんびるとよぞう ラジオクルージング（2000年4月 - 2001年3月）
- 2COOL!（2006年度・木曜）
- サタモニ・フリーウェイ（2002年4月6日 - 2007年3月30日）
- 季節の中で（「宮地佑紀生の聞いてみや～ち」内で放送されていた内包番組）
- 安蒜豊三の再発バンザイ（2007年10月頃 - 2008年3月）
- 安蒜豊三 夕焼けナビ（2007年4月2日 - 2014年9月26日）
- かにタク言ったもん勝ち - ハト時計（後述）、パーソナリティタクマのピンチヒッター（2010年3月2日、2012年12月25日、2016年1月14・15日、3月15日）など
- 安蒜豊三 はやバン!スペシャル - 「原光隆 はやバン!」および「矢野きよ実の朝は矢野流」休止時の特別番組（2015年8月31日 - 9月4日、2016年2月8日 - 12日）
- 安蒜豊三 ニュースファイル（毎週月曜、2014年9月29日 - 2017年3月27日）
- 矢野きよ実の朝は矢野流 - アシスタント原光隆のピンチヒッター（2016年7月25日 - 29日）
- 大人ナイト倶楽部
- 安蒜豊三 ケンコーイキイキ土曜日（2020年10月3日 - 2021年3月27日）：前任者タクマの『タクマのケンコー・イキイキ宅配便』の枠を引き継いだ。
- 安蒜豊三 きょうもよろしく（2018年10月2日 - 2022年9月23日）
- その他、防災・地震関連の番組
- ベルトクイズQ&Q 夏休み子供大会 - 当時大人気だったラテカセの問題に正解している。[要出典]

## CM
過去のものも含む
- 三貴フラワーセンター
- カクキュー八丁味噌
- 鵜舞屋
- キムラユニティー
- 白鳥の湯（トウメイハウス）
- オリンポス三岳（トウメイハウス）
- 尾張温泉（観光ホテル、東海センター）
- 下呂温泉観光ホテル湯元館
- 鈴蘭高原カントリークラブ
- パチンコ・スロット100℃
- 大成（2012年）
- 岡崎市 旧本多忠次邸（2012年）
- NTTドコモ らくらくスマートフォン（2012年）
- ジャンボエンチョー（2012年）
- ダニサラバ（大塚アグリテクノ）
- トリノ

など

## エピソード
- 当初はディレクターを志した。話すことが好きだったことと、「声がきれいね」と叔母にほめられた記憶からアナウンサー志望となる[6]。中学生時代は、『夜はともだち』（TBSラジオ）や『欽ドン!』（ニッポン放送）などのラジオ番組をよく聴いていたという[6]。
- バラエティ番組と報道番組におけるキャラクターを明確に使い分ける、東海ラジオアナウンサーの中でも個性が強い存在のひとり。
  - 「かにタク言ったもん勝ち」（週5日放送時代）では、CM明けなどに挿入される「ハト時計」にて、ミッキー、ペ・トヨンズン（ペ・ヨンジュン）など有名キャラ・人などの声真似で頻繁に登場。他番組においてもミッキーの声真似は頻繁に披露している。
  - かつてのプロフィールの特技に「似てない声マネ」を挙げていた。レパートリーは、前述のペ・ヨンジュンのほか、デーモン小暮、山下達郎、『笑ゥせぇるすまん』の喪黒服造、ハクション大魔王など[7]。
  - 愛知万博では、期間中の毎週水曜日に各番組内のコーナーにて会場の模様をレポートした。また2005年9月25日、閉会式の様子を本社スタジオから共同配信された映像をつかって中継したほか、21 - 22時までは万博メディアセンターのスタジオから閉幕時の模様をレポートした。
  - ニュースパレードの海外取材企画として、カンボジアでの取材の模様が全国に伝えられた。このときの取材は、2006年5月27日に特別番組『アキラの地雷博物館 ～元少年兵への選択～』として放送。また同番組が、放送文化基金・番組賞に選出され、2007年7月1日に再放送された。
- 学生時代にラグビー経験がある（「安蒜豊三 夕焼けナビ」などの発言により。現在は同年代とラグビーをプレイするという）。自身のブログでは頻繁にラグビーの話題を取り上げている[8]。
- 趣味は、宅飲み･たまの料理（肉の塊料理、餃子、パスタ、チャーハンなどガッツリ系）・DIY（日曜大工･土木作業）･読書（塩野七生）･水泳・自転車・子どもたちとのラグビー[7]。
- リア・ディゾンの大ファン。
- 憧れの喋り手について「アナウンサーになる前は吉田照美さん、今は（『男はつらいよ』の）寅さん（車寅次郎）」と語っている[6]。